# Rodolfo González (ur. 1945)
Rodolfo González (ur. 16 grudnia 1945 w Guadalajarze) – meksykański bokser, zawodowy mistrz świata kategorii lekkiej.
Jego kuzynem jest José Becerra, były zawodowy mistrz świata wagi koguciej, który był również jego pierwszym managerem. González rozpoczął karierę boksera zawodowego w 1959. Do końca 1962 walczył wyłącznie w Meksyku. Pierwsze 35 walk wygrał przez nokaut, a kolejne die przez techniczny nokaut, zanim doznał pierwszej porażki w 1961. Do końca 1962 wygrał 51 walk przy jednej przegranej, przy czym aż 47 przed czasem. W 1963  wyjechał do Stanów Zjednoczonych i przegrał pierwszą walkę.
Krótko potem błędnie zdiagnozowano u niego raka wątroby; w istocie była to ciężka angina.  Powrócił do uprawiania boksu w 1965. Od listopada 1966 wygrał kolejnych 12 walk, zanim 17 grudnia 1970 Antonio Cervantes pokonał go przez techniczny nokaut w 8. rundzie. Następnie González wygrał 4 walki w 1971, a w 1972 pokonał m.in. Jimmy'ego Robertsona i Rubena Navarro, zanim stanął do walki o pas mistrza świata wagi lekkiej federacji WBC ze swym rodakiem Chango Carmoną, który dwa miesiące wcześniej zdobył go po zwycięstwie nad Mando Ramosem.
Walka odbyła się 10 listopada 1972 w Los Angeles. González wygrał przez poddanie w 12. rundzie i został nowym mistrzem świata. Dwukrotnie bronił skutecznie tytułu wygrywając 17 marca 1973 w Los Angeles z Rubenem Navarro przez techniczny nokaut w 9. rundzie i 27 października tego roku, również w Los Angeles, zwyciężając Antonio Puddu przez TKO w 10. rundzie. W kolejnej obronie 11 kwietnia 1974 w Tokio został znokautowany w 6. rundzie przez Gutsa Ishimatsu. W walce rewanżowej 28 listopada tego roku w Osace Ishimatsu ponownie go znokautował, tym razem w 12. rundzie. Była to ostatnia walka zawodowa Gonzáleza.
Po zakończeniu kariery pracował m.in. przy resocjalizacji byłych więźniów i w South Bay Drug Abuse Services w Chula Vista.